# Bolesławiec
Bolesławiec (hasta 1945 en alemán: Bunzlau) es un municipio urbano y una localidad sobre el río Bóbr, en el suroeste de Polonia. Cuenta con 40 837 habitantes (2006). Desde 1999, pertenece al Voivodato de Baja Silesia, anteriormente (1975-1998) Bolesławiec estaba en el Voivodato de Jelenia Góra. Es la sede de la administración del distrito de Bolesławiec y del municipio de Bolesławiec (aunque no forma parte del territorio de este último, el pueblo es un municipio urbano en sí mismo).

## Historia

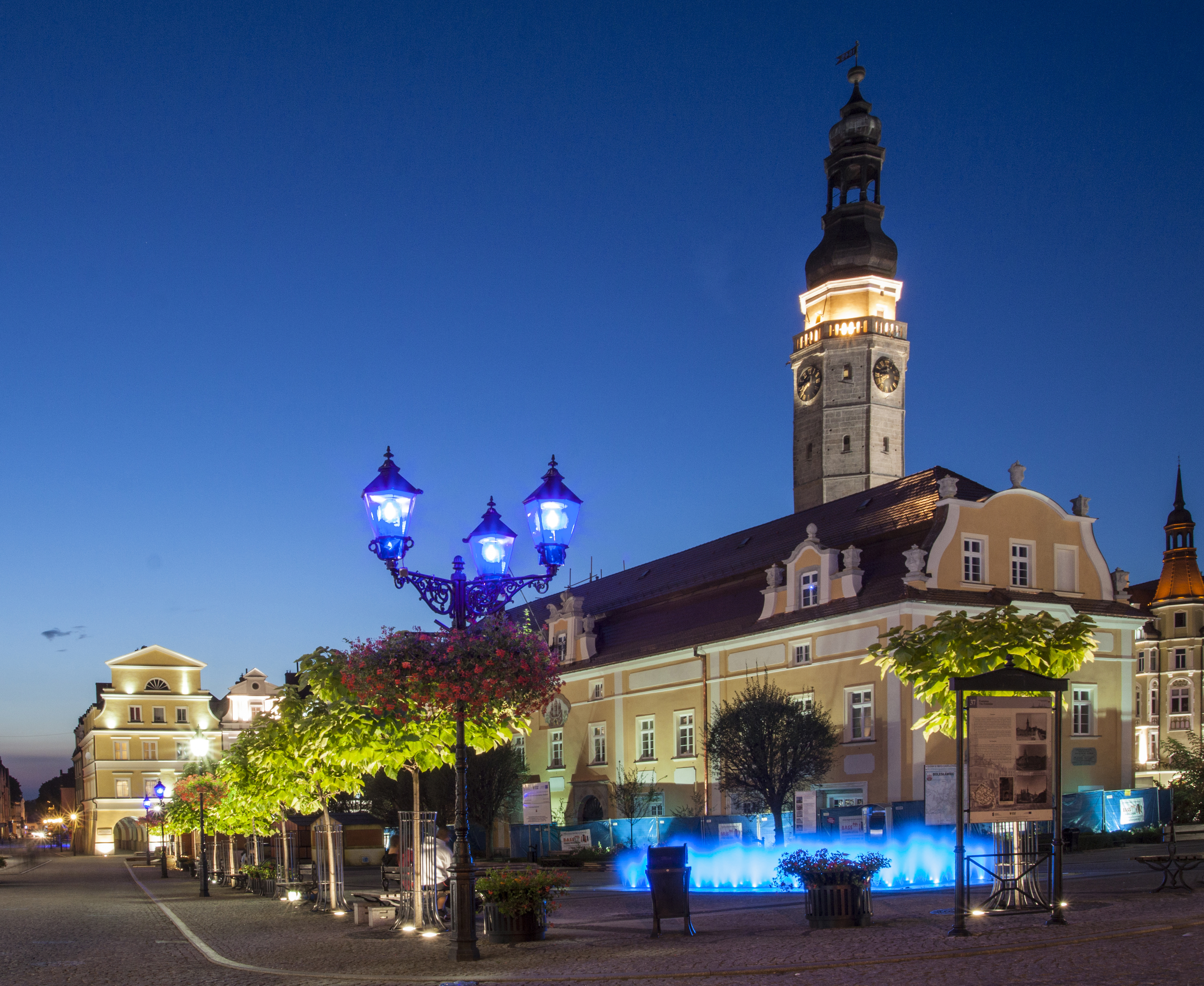
Edificio comunal.

Bolesławiec en Baja Silesia es mencionado por primera vez en el 1201; según la tradición sus ciudadanos tomaron parte en la batalla de Legnica durante la invasión mongol de Polonia en 1241. Posteriormente la ciudad, que desde 1297 pertenecía al duque de Jawor de Silesia, fue renovada con muros de protección y fortificaciones. El sello de la ciudad, que ha perdurado hasta nuestros días, fue usado por primera vez en el año 1316. En 1346 Bolesławiec fue heredada por el duque Bolko II el pequeño de Świdnica y, al fallecer en 1368, la ciudad pasó a formar parte del Reino de Bohemia, bajo gobierno de Carlos IV de Luxemburgo. Fue muy dañada en 1429, durante las guerras husitas. Luego de esto se construyeron paredes de protección dobles en 1479.
La mayoría de sus burgueses se convirtieron al protestantismo en 1522, por lo que Bolesławiec pasó a desempeñar un importante rol en la difusión de la Reforma. La sede comunal de estilo renacentista fue reconstruida por Wendel Roskopf en 1525 y simultáneamente se comenzó la construcción de un sistema de desagües cloacales, una obra difícil e inusual para su época, la cual fue concluida en 1565 y fue el primer sistema de canalización de Europa Central. En 1558 se asentó el primer farmacéutico. Tras la guerra de sucesión austríaca, la ciudad junto con la mayor parte de Silesia pasó a control prusiano, y desde 1871 hasta 1945 la ciudad fue parte de Alemania.
Entre 1942 y 1945, durante el auge de la Alemania nazi, funcionó un campo de concentración en Bunzlau. Luego de la Segunda Guerra Mundial un contingente muy grande del Ejército Rojo se asentó en Bolesławiec, permaneciendo allí hasta su retiro en 1992, además la ciudad, junto con gran parte de Silesia, fue transferida por la URSS (que ocupaba el este de Alemania en aquel momento) a Polonia siguiendo la frontera establecida en la Conferencia de Potsdam, por lo que la mayor parte de alemanes fueron expulsados y reemplazados por polacos, muchos provenientes de los antiguos territorios polacos anexados anteriormente por la URSS.
Quizá el contigente soviético asentado tras la guerra explica algo extraño que sucedió después de 1945: Polonia fue el centro de gran parte de la administración soviética de Alemania del Este por parte de la Unión Soviética, sin embargo la iglesia Evangélica Alemana de Bunzlau continuó funcionando desde 1945 hasta 1950. Esto contrasta con lo que aconteció en otras antiguas partes de la Alemania al este de la línea Oder-Neisse.

## Cerámica Bunzlau

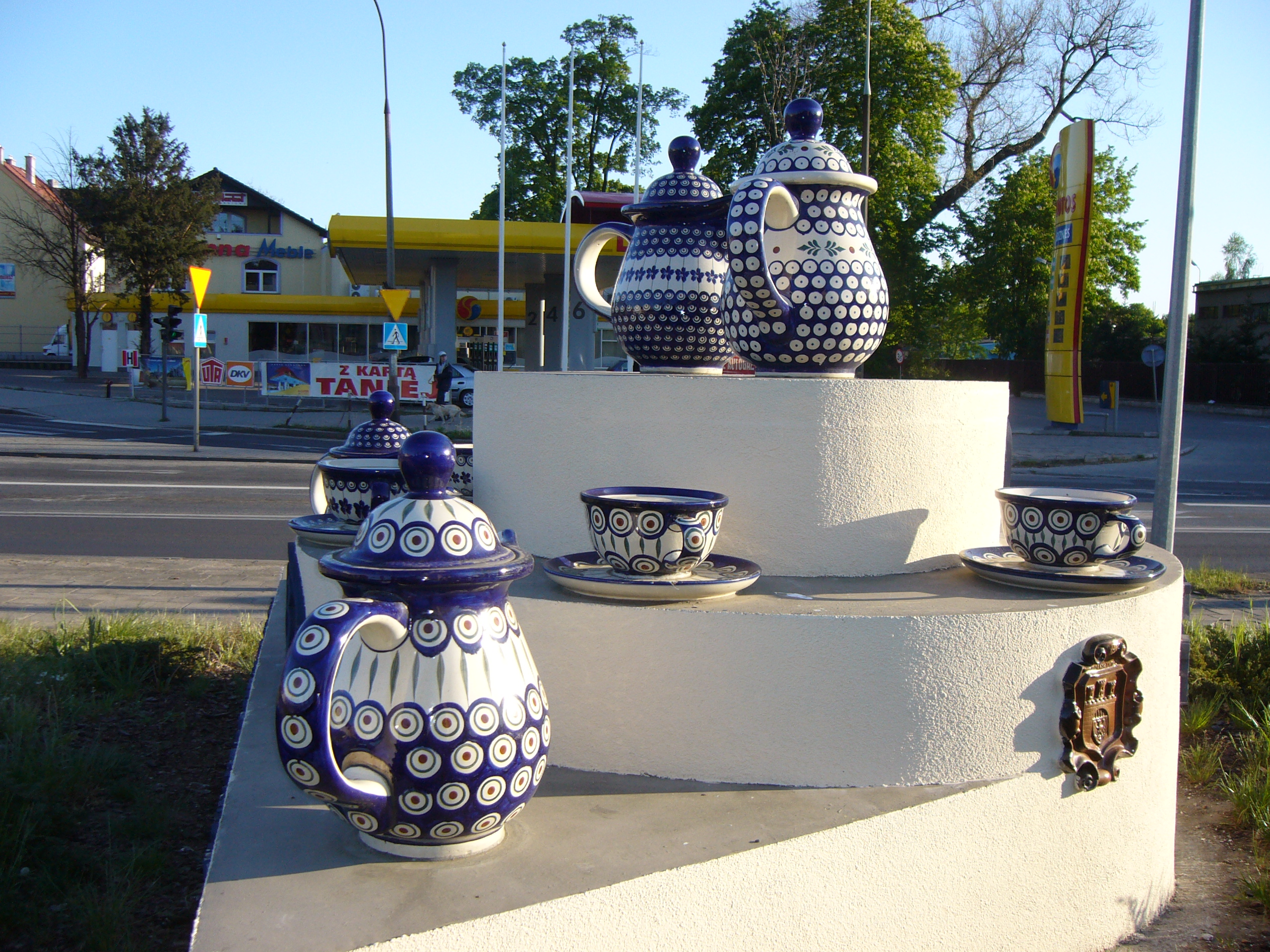
Cerámica de Bolesławiec.

Durante mucho tiempo Bolesławiec ha sido famosa por su fábrica de cerámica Bunzlauer. La cerámica fue un artículo típico de esta zona durante mucho tiempo, ya en 1511 se menciona el gremio de ceramistas de Bolesławiec. La historia de la cerámica en la región se remonta a comienzos del siglo VII. Piezas de comienzos del 1700 y 1800 eran utilizadas por los granjeros para almacenar alimentos, las mismas tenían un tono marrón. 

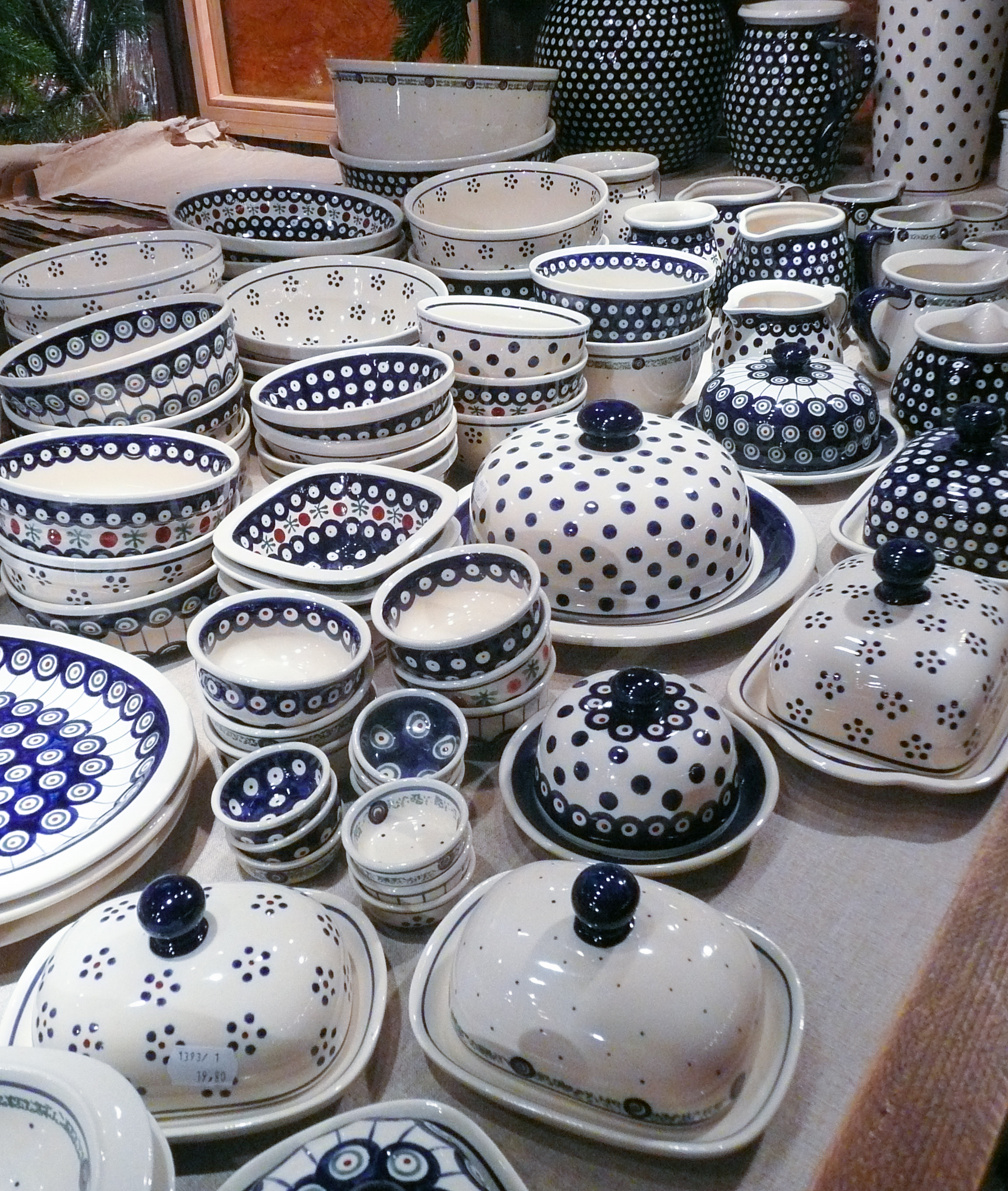
Cerámica de Bolesławiec.

A finales del siglo XIX, los ceramistas de Bolesławiec comenzaron a crear nuevos modelos de cerámicas que tenían por objetivo ser utilizados dentro de las casas. Simultáneamente, comenzaron a experimentar con esmaltes coloreados, técnicas de esponja y diversos diseños decorativos. Una gran proporción de la cerámica es gres pintado a mano de alta calidad. En 1898, el gobierno alemán fundó una Keramische Fachschule (Escuela Técnica de Entrenamiento en Cerámica) para impulsar el desarrollo de este arte.